# Progressione del record italiano dei 5000 metri piani maschili

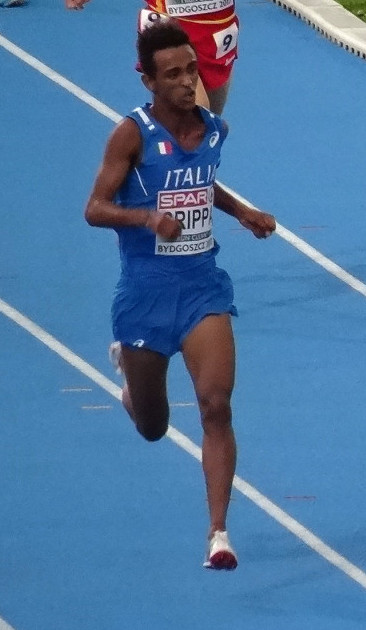
Yemaneberhan Crippa, detentore del record italiano dei 5000 metri piani dal 2020.

La voce seguente illustra la progressione del record italiano dei 5000 metri piani maschili di atletica leggera.
Il primo record italiano maschile su questa distanza venne ratificato il 5 gennaio 1896. 

## Progressione

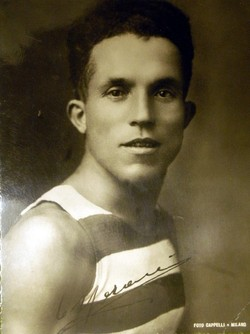
Carlo Speroni, detentore del record italiano dal 1913 al 1917.

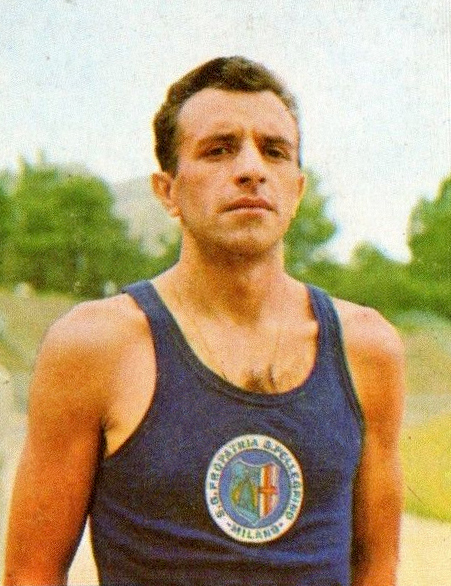
Luigi Conti, detentore del record italiano dal 1959 al 1965.

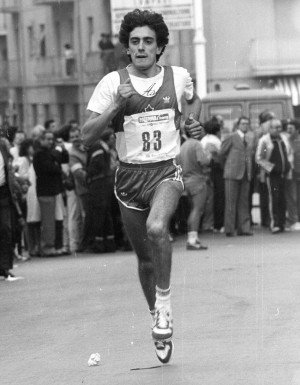
Salvatore Antibo, detentore del record italiano dal 1990 al 2020.

| Tempo                      | Atleta               | Società                       | Luogo         | Data              | Note |
| -------------------------- | -------------------- | ----------------------------- | ------------- | ----------------- | ---- |
| 16'51"4/5                  | Luigi Lualdi         | GSP Ippogrifo                 | Milano        | 5 gennaio 1896    | i    |
| 16'28"0                    | Angelo Rabuffetti    | Club Podistico Milanese       | Pavia         | 13 luglio 1901    |      |
| 16'26"0                    | Angelo Rabuffetti    | Club Podistico Milanese       | Milano        | 17 luglio 1901    |      |
| 16'18"0                    | Pericle Pagliani     | Società Pedestre Lazio        | Roma          | 13 dicembre 1905  |      |
| 16'07"4/5                  | Pericle Pagliani     | Società Pedestre Lazio        | Roma          | 31 maggio 1908    |      |
| 15'57"2/5                  | Aduo Fava            | Virtus Bologna Sportiva       | Bologna       | 20 maggio 1909    |      |
| 15'43"0                    | Pericle Pagliani     | Società Pedestre Lazio        | Roma          | 20 maggio 1909    |      |
| 15'31"0                    | Carlo Speroni        | Unione Sportiva Busto Arsizio | Marsiglia     | 18 maggio 1913    |      |
| 15'27"0                    | Armando Pagliani     | Unione Sportiva Milanese      | Milano        | 13 settembre 1917 |      |
| 15'24"3/5                  | Armando Pagliani     | Unione Sportiva Milanese      | Milano        | 28 settembre 1917 |      |
| 15'24"3/5                  | Carlo Speroni        | Unione Sportiva Busto Arsizio | Verona        | 12 ottobre 1919   |      |
| 15'22"4/5                  | Primo Brega          | Audace Roma                   | Cagliari      | 2 settembre 1921  |      |
| 15'18"4/5                  | Ernesto Ambrosini    | Forti e Liberi Monza          | Busto Arsizio | 17 settembre 1922 |      |
| 15'16"1/5                  | Giuseppe Lippi       | ASSI Giglio Rosso             | Bologna       | 19 ottobre 1930   |      |
| 15'11"4/5                  | Giuseppe Lippi       | ASSI Giglio Rosso             | Firenze       | 2 novembre 1930   |      |
| 15'07"0                    | Umberto Cerati       | Sport Club Italia             | Milano        | 9 agosto 1932     |      |
| 14'57"0                    | Salvatore Mastroieni | Virtus Messina                | Budapest      | 19 agosto 1934    |      |
| 14'45"0                    | Umberto Cerati       | GUF Milano                    | Milano        | 30 maggio 1936    |      |
| 14'44"4                    | Umberto Cerati       | GUF Milano                    | Berlino       | 7 agosto 1936     |      |
| 14'37"0                    | Giuseppe Beviacqua   | Ginnastica Savonese           | Milano        | 21 settembre 1941 |      |
| 14'31"8                    | Giuseppe Beviacqua   | Dopolavora Ilva Savona        | Firenze       | 13 settembre 1942 | h    |
| 14'31"0                    | Francesco Perrone    | Gruppo Sportivo Fiamme Oro    | Bari          | 17 ottobre 1957   |      |
| 14'31"0                    | Franco Volpi         | CRAL Gnutti                   | Bari          | 17 ottobre 1957   |      |
| 14'30"8                    | Antonio Ambu         | Gruppo Sportivo Fiamme Oro    | Napoli        | 5 giugno 1958     |      |
| 14'30"2                    | Antonio Ambu         | Gruppo Sportivo Fiamme Oro    | Roma          | 12 settembre 1958 |      |
| 14'16"6                    | Luigi Conti          | VIII Comiliter Roma           | Milano        | 1º luglio 1959    |      |
| 14'14"4                    | Luigi Conti          | Centro Sportivo Esercito      | Oslo          | 3 agosto 1960     |      |
| 14'01"6                    | Luigi Conti          | Centro Sportivo Esercito      | Roma          | 31 agosto 1960    |      |
| 13'57"8                    | Antonio Ambu         | Lilion Snia Varedo            | Parigi        | 11 giugno 1965    |      |
| 13'50"8                    | Antonio Ambu         | Lilion Snia Varedo            | Grosseto      | 27 luglio 1965    |      |
| 13'50"8                    | Giuseppe Cindolo     | Gruppo Sportivo Panini Modena | Verona        | 17 agosto 1969    |      |
| 13'40"0                    | Franco Arese         | Atletica Balangero            | Roma          | 20 maggio 1971    |      |
| 13'22"4                    | Gianni Del Buono     | ASSI Giglio Rosso             | Roma          | 13 settembre 1972 |      |
| 13'22"0                    | Franco Fava          | Gruppo Sportivo Fiamme Gialle | Turku         | 5 luglio 1977     |      |
| 13'20"8                    | Venanzio Ortis       | Gruppo Sportivo Fiamme Oro    | Zurigo        | 16 agosto 1978    |      |
| Cronometraggio elettronico |                      |                               |               |                   |      |
| 13'19"19                   | Venanzio Ortis       | Libertas Udine                | Rieti         | 9 settembre 1981  |      |
| 13'13"71                   | Alberto Cova         | Pro Patria Pierrel            | Rieti         | 16 settembre 1982 |      |
| 13'10"06                   | Alberto Cova         | Pro Patria Pierrel            | Oslo          | 27 luglio 1985    |      |
| 13'05"59                   | Salvatore Antibo     | CUS Palermo                   | Bologna       | 18 luglio 1990    |      |
| 13'02"26                   | Yemaneberhan Crippa  | Gruppo Sportivo Fiamme Oro    | Ostrava       | 8 settembre 2020  |      |

Nota: il 7 settembre 1913, ai campionati regionali del Lazio, Primo Brega corse fuori gara perché non iscritto per tempo. Non fu cronometrato, ma chiuse in un tempo stimato dai giornali dell'epoca in 15'20", che sarebbe stato primato italiano.